# Мантульников, Олег Николаевич
Олег Николаевич Мантульников (латыш. Oļegs Mantuļņikovs; 3 октября 1946, Ростов-на-Дону — 2 января 2014) — второй секретарь Лиепайского горкома КПЛ, депутат Верховного Совета Латвии в 1990—1993 гг., затем — руководитель Курземского регионального отделения Страхового общества «Balva», член думы Объединённого конгресса русских общин Латвии, председатель и позднее заместитель председателя правления Лиепайской Русской Общины, доцент и директор Лиепайского филиала Балтийской международной академии. Был членом комиссии при Лиепайской думе созыва 2009—2013 гг. по делам неграждан и иностранцев, награждался почётной грамотой Правительственной комиссии РФ по делам соотечественников за рубежом (2009)